# Casbia ochthadia
Casbia ochthadia là một loài bướm đêm trong họ Geometridae.